# Pataki erdőispánság
A pataki erdőispánság királyi udvarbirtok volt Patak (Sárospatak) központtal. A pataki ispán irányította, akit 1219-ben említenek először a források és a 14. század közepéig hallunk róla. 1221-ben említik helyettesét, a curialis comest. Területén erdőóvó–ardó szolgálónépek laktak. A pataki ispán és a közben felépült pataki vár várnagya külön személyek, az ispánság központja nem a vár volt. Az erdőispánság a 14. század első felében megszűnt, területén Zemplén vármegye és Abaúj vármegye osztozott.